# 1984年5月逝世人物列表
1984年逝世人物列表：1月 - 2月 - 3月 - 4月 - 5月 - 6月 - 7月 - 8月 - 9月 - 10月 - 11月 - 12月
1984年5月逝世人物列表，是用於匯總1984年5月期間逝世人物的列表。

## 依日期排序

### 1日
- 約瑟夫·艾格，德國大師級畫家，巴伐利亞州參議院議員
- 弗里茨·戈恩納特（Fritz Görnnert），德國工程師，Göring 和 SA Oberführer 的私人助理
- 大衛特·格萬澤拉澤，蘇聯摔跤手
- 約翰·哈勒，瑞士裔美國地質學家、格陵蘭探險家和登山家
- 喬·希尼，愛爾蘭民謠音樂家
- 戈登·詹金斯，美國爵士音樂家和樂隊領隊
- 漢斯·克施鮑姆（Hans Kerschbaum），德國物理學家兼董事會主席
- 尤里·洛斯曼，愛沙尼亞田徑運動員
- 弗里德里希·約翰·格拉夫·馮·梅德姆，德國動物學家和爬蟲學家
- Vasıf Öngören，土耳其作家

### 2日
- 傑克·巴里，美國遊戲節目主持人（《小醜的荒野》，心臟病發作。
- 鮑勃·克蘭佩特，美國漫畫家
- 史密斯·巴盧，美國爵士歌手、樂團指揮和演員
- 讓·舒勒，德國畫家
- 維爾納·蒂耶，德國作家

### 3日
- 約瑟夫·卡爾維特，法國小提琴家
- 傑克·墨菲，美國政治家
- Werner vom Scheidt，德國畫家和平面藝術家
- 艾倫·施耐德，俄裔美國戲劇和電影導演
- 罗斯·泰勒，加拿大冰球運動員
- 彼特·范·阿肯，比利時作家和編輯
- 庫爾特·瑪律蒂·瓦倫紐斯，芬蘭軍官

### 4日
- 阿洛伊斯·布魯默，德國電影製片人、編劇和性愛電影導演
- 戴安娜·多爾斯，英國女演員和性感象徵
- 羅傑·卡爾，法國演員和劇作家
- 君特·莫爾曼（Günther Möhlmann），德國歷史學家和檔案管理員
- 卡爾-海因茨·尼德斯，德國律師
- 威利·奥蒙德，蘇格蘭足球運動員和經理
- 瑪麗亞·布羅尼斯拉沃芙娜·沃羅比約娃-斯特貝爾斯卡婭，俄羅斯血統的立體主義畫家

### 5日
- 博日·米哈伊，匈牙利前男子水球運動員。
- 塞普·丁克爾坎普，瑞士自行車手
- 茹斯特·戈培爾，荷蘭足球運動員
- 希爾德加德·格齊梅克，德國作家
- 魯道夫·基什內爾，德國工會官員（FDGB），聯邦議院議員
- 漢斯·斯派德爾，德國律師和當地政治家

### 6日
- 威廉·艾伦·伊根，美國政治家
- 喬治·馬普斯，德國政治家（NSDAP），聯邦議院議員和衝鋒黨領袖
- 雅各·沃爾弗，奧地利神學家，奧地利福音派教會非凡的屬靈高級教會議員

### 7日
- 馬克斯·帕爾默，美國演員和職業摔跤手
- R·斯普納，加拿大冰球守門員

### 8日
- 鮑裡斯·安東年科-達維多維奇，烏克蘭作家、翻譯家和語言學家
- 吉諾·比安科，義大利賽車手
- 瑪格麗特·恩格蘭德，德國政治家（基民盟），聯邦議院議員
- 威廉·林，英格蘭足球裁判
- 赫伯特·馬特，瑞士裔美國攝影師和平面設計師
- 威爾特魯德·雷倫，德國政治家（SPD），聯邦議院議員
- 羅爾夫·施洛格爾，德國醫生和醫生工作人員
- 莉拉·艾奇遜·華萊士，美國出版商

### 9日
- 卜盛光，中華人民共和國政治人物
- 羅爾夫·貝克爾，德語教師和詩人
- 尤留·法卡斯，羅馬尼亞足球運動員
- 阿卜杜勒·海·哈比比，阿富汗詩人、政府官員和歷史學家
- 威廉·海德邁爾，德國教育家
- 謝爾蓋·謝爾蓋耶維奇·薩爾尼科夫，蘇聯足球運動員
- 澤弗·森夫特，德國石匠、工會會員和參議員（巴伐利亞州）

### 10日
- 若阿金·阿戈斯蒂尼奧，葡萄牙自行車手
- 羅伯特·摩爾，美國舞台和電影導演
- 古斯塔夫·辛吉爾，比利時畫家
- 赫伯特·泰施納（Herbert Täschner），德國政治家（LDPD），聯邦議院議員
- 讓-路易·維亞萊，法國爵士音樂家

### 11日
- 阿爾弗雷德·多姆斯，德國政治記者
- 喬治·亞歷山大·帕克斯，美國政治家
- 斐迪南德·施耐德，德國化學家
- 斯坦尼斯拉夫·謝貝克，捷克作曲家和音樂教育家
- 彼得·斯特姆，奧地利演員、共產主義者和反對國家社會主義的抵抗戰士
- 托尼·图雷克，德國足球守門員

### 12日
- 羅伯特·庫利·安傑爾，美國社會學家
- 卡爾·杜夫，德國環保主義者
- 愛麗絲·埃肯斯坦，第一次世界大戰期間的瑞士紅十字會幫手
- 馬蒂亞斯·岡薩雷斯，烏拉圭足球運動員
- 赫爾穆特·梅德，德國國防軍和德國聯邦國防軍將軍
- 羅蘭·奎尼翁，法國電影建築師和導演
- 庫爾特·里希特，德國藝人
- 本·羅伯茨，美國編劇和製片人

### 13日
- 塞普·諾德格，奧地利舞台設計師和圓柱形旋轉舞臺的發明者
- 裘莉·羅施（Julie Rösch），德國政治家（基民盟），聯邦議院議員
- 斯坦尼斯瓦夫·瑪律欽·烏拉姆，波蘭裔美國數學家

### 14日
- 約瑟夫·布倫哈特，列支敦斯登警官、列支敦斯登國家警察局長
- 齊格弗裡德·漢高，德國古生物學家
- 瓦爾特·勞夫，德國黨衛軍Standartenführer，北非戰役特遣部隊指揮官
- 迪克·韋斯格伯，美式足球運動員

### 15日
- 威廉·格雷斯，德國指揮家、作曲家和音樂家
- 阿裡·莫爾托波，印尼政治家
- 葛籣金格拉斯男爵邁克爾·諾布爾，蘇格蘭政治家，下議院議員
- 阿道夫·科尼利厄斯·皮寧，二戰期間德國U艇指揮官和德國海軍軍官
- 莱昂内尔·罗宾斯，英國經濟學家和政治家
- 弗朗西斯·謝弗，美國新教神學家
- 埃德娜·辛普森，美國政治家

### 16日
- 安迪·考夫曼，美國藝人和演員
- 卡爾·諾伊默，德國自行車手
- Helmut Preisendörfer，德國足球運動員
- 奎尼伯特·施瓦恩（Quinibert Schwahn），德國地方政治家（CDU），美因茨市市長
- 歐文·肖，美國作家
- 弗里齊·齊維奇，美國拳擊手

### 17日
- 成仿吾，中國教育家、革命家、文學家，創造社主要成員之一。
- 阿爾伯特·貝克爾，奧地利國際象棋大師
- 卡爾·加爾維茨，德國農業技術員
- 凱特·霍格，德國政治家（SPD），下薩克森州聯邦議院議員
- 馬克斯·科普，瑞士建築師
- 阿諾德·馬塞爾特，德國政治家（SPD），聯邦議院議員

### 18日
- 纳苏赫·阿卡尔，土耳其男子摔跤運動員。
- 何塞·巴比尼，阿根廷科學史學家和數學家
- 赫爾穆特·巴圖謝克，德國詩人和法國文學翻譯家
- 雷·科普蘭，美國爵士音樂家
- 卡爾·弗羅施，美國化學家
- 埃米爾·約翰內斯·古澤特，德國作家和當地歷史學家
- 約翰·哈迪，美國男高音薩克斯管演奏家和單簧管演奏家
- 休伯特·亨特，德國政治家（SPD），聯邦議院議員
- 漢斯·施密特，德國政治家（SPD），聯邦議院議員

### 19日
- 艾爾西·阿爾特曼-洛斯，奧地利舞蹈家、女演員和輕歌劇歌手，阿道夫·洛斯的妻子
- 约翰·贝杰曼，英國詩人和記者
- 哈辛托·杜·普拉多·科埃略，葡萄牙羅曼語語言學家、盧西坦學家和文學學者
- 奧托·羅姆巴赫，德國作家
- 邁克爾·西爾卡，美國殺人犯
- 魯道夫·維爾切克，波蘭血統的比利時植物學家
- 瓦列里·伊萬諾維奇·沃羅寧，蘇聯足球運動員
- 約瑟普·扎布卡爾，斯洛維尼亞神職人員、羅馬天主教大主教和梵蒂岡外交官

### 20日
- 彼得·布爾，英國演員
- 比爾·霍蘭德，美國賽車手
- 霍斯特·科勒（Horst Köhler），德國外交官，東德大使
- 奥拉维尔·约翰内松，冰島政治家
- 埃德蒙·施林克，德國路德宗神學家

### 21日
- 安德里亞·利茲，美國女演員
- 安·利特爾，美國女演員
- 蘭迪·巴克（Randi Bakke），挪威花樣滑冰運動員
- 弗里茨·迪茨（Fritz Dietz），德國商人
- 愛德華·格魯納，瑞士工程師和交通規劃師
- 卡爾·甘貝爾，德國公務員和國務秘書
- 呂迪格·漢森，德國政治家（基民盟），聯邦議院議員

### 22日
- 蘭拜·巴尼，泰國國王普拉賈迪波的王后
- 咪咪巴爾幹斯卡，保加利亞歌手和演員
- 卡尔-奥古斯特·法格霍尔姆，芬蘭政治家，議會議員
- 格雷厄姆·福布斯，美國爵士音樂家和編曲家
- 洛朗·格裡蒙普雷斯，比利時足球運動員
- 埃裡希·古騰堡，德國商業經濟學家
- 约翰·马里，美國演員

### 23日
- 魯道夫·布魯克納-富羅特，德國雕塑家和畫家
- 奧托·馮·德·林德，第一次世界大戰和第二次世界大戰中的德國軍官
- 凱特·波波爾，德國政治家，聯邦議院議員，不來梅第一位女參議員
- 達里奧·西蒙尼，義大利裔美國藝術總監和製作設計師
- 斯蒂芬·斯托爾茲，德國作家

### 24日
- 赫爾穆特·德雷爾，德國田徑運動員
- 路易士·伊格納西奧-平托，貝南律師、政治家和外交官，國際法院法官
- 文森特·J·麥克馬洪，美國摔跤推廣人
- 帕沃內多，索布教育家和民族學家，多莫維納主席
- 路易吉·波拉諾，義大利共產主義政治家

### 25日
- 羅蘭·布爾基，瑞士作家
- 後藤十郎，日本將軍
- 鮑裡斯·格奧爾基耶維奇·門薩金，俄羅斯律師和軍官
- 埃伯哈德·奧斯滕多夫，德國地質學家和礦物學家
- 瑪格麗莎·賴查特，德國紡織品設計師、平面設計師
- 弗朗茨·辛格勒，奧地利政治家（SPÖ），國民議會成員

### 26日
- 爱德华多·加尔泽纳，意大利男子拳擊運動員。
- 瓦爾德瑪律·格齊梅克，德國雕塑家和大學講師
- Ernst-Günther Krätschmer，德國黨衛軍領袖
- 奧妮·惠勒，美國鄉村音樂家

### 27日
- 赫爾穆特·恩斯林，新教牧師，古德倫·恩斯林（Gudrun Ensslin）的父親
- 瓦西裡耶·莫克蘭雅克，南斯拉夫作曲家
- 威利巴爾德·普洛赫爾，奧地利律師和大學講師
- 邁克爾·勞切森，德國鋼琴家和伴奏家
- 卡爾·溫德豪瑟，德國高中教師、作家、當地政治家

### 28日
- 德·厄維爾·馬丁，美國演員和導演
- 埃斯特爾·貝爾納多特，美國瑞典人，與聯合國外交官福爾克·貝爾納多特（Folke Bernadotte）結婚
- 湯瑪斯·約瑟夫·瑪律達加，美國神職人員，威爾明頓主教
- 埃裡克·莫克姆，英國喜劇演員
- 弗朗茨·斯佩特，奧地利外科醫生
- 馬克斯·斯陶貝桑德，德國特殊教育教師

### 29日
- 威廉·卡斯泰利，德國攝影師
- 阿爾弗雷德·埃爾哈特，德國攝影師和紀錄片製片人
- 君特·格隆比察，德國畫家和平面藝術家
- 弗里茨·格魯特，瑞士政治家（SP）
- 金成杆，韓國足球運動員
- 弗朗茨·牟方，德國律師
- 聖佩科拉，美國新奧爾良爵士樂長號手
- 塔德烏什·烏爾班斯基，波蘭化學家

### 30日
- 特克斯·吉本斯，美國籃球運動員
- 桑福德金，美國爵士鋼琴家
- 沃爾特·卡吉（Walter Kägi），瑞士電影製片人
- 喬治·皮爾克斯，加拿大少將和政治家
- 沃爾特·斯梅塔克，瑞士作曲家

### 31日
- 梅·克拉克，默片時代的英國女演員
- 約瑟夫·埃弗茨，德國農民和政治家（FDP），聯邦議院議員，聯邦議院議員
- Juhani Järvinen，芬蘭速度滑冰運動員
- 恩斯特·洛利格（Ernst Löliger），瑞士政客
- 菲力浦·馬薩斯，法國政治家，國民議會議員
- 曼努埃爾·恩里克·佩雷斯·迪亞斯，委內瑞拉吉他手、作曲家和音樂教育家
- 赫爾曼·瓦格曼，德國演員和導演
- 布魯諾·伍斯滕貝格，德國大主教